# 阿联酋电信
阿联酋电信公司（英語：Emirates Telecommunications Corporation），品牌名称Etisalat（阿拉伯语：‎ ，字面含义为“通信”），是一家阿拉伯联合酋长国电信服务提供商，目前在亚洲、中东和非洲的17个国家运营。截至2014年，Etisalat是世界上第13大移动网络运营商，总客户群超过1.67亿。Etisalat在2012年被“福布斯中东”评为阿拉伯联合酋长国最强大的公司。
2015年12月31日，Etisalat报告合并营收517亿AED，净利润83亿AED。公司目前总市值877亿AED。它是阿联酋全国仅有的两家电信服务运营商之一，另一家是阿联酋综合电信公司。
Etisalat是中东的互联网枢纽之一（AS 8966），提供与该地区其他电信运营商的连接。它也是中东与非洲最大的国际语音流量载体，世界上第12大语音载体。截至2008年10月，Etisalat已有涵盖186个国家的510个漫游协议，支持黑莓、3G、GPRS和语音漫游。Etisalat在纽约、伦敦、阿姆斯特丹、法兰克福、巴黎和新加坡运营有网络服务点（PoP）。2011年12月，Etisalat宣布推出商用Etisalat 4G LTE网络。
2022年2月24日，Etisalat集团推出了名为e&的新品牌标识。该集团还宣布将在阿联酋和国际上保留之前的品牌标识。

## 历史
阿联酋电信公司——与国际Aeradio有限公司、一家英国公司及当地合作伙伴以股份有限公司成立于1976年。1983年，所有权结构改变为阿拉伯联合酋长国持有公司60%的股份，其余40%为公开上市。
1991年，阿联酋中央政府颁布联邦第1号法律，赋予该公司在阿拉伯联合酋长国及其他国家提供电信有线和无线服务的权利。它还使该公司有权颁发持有、进口、制造、使用或操作电信设备的许可。这实际上赋予了Etisalat监管和治理权，完成了在阿联酋的电信巨头垄断。为保障国家的经济发展，法律规定了该国电信部门的发展。
交换线路从1976年的36,000门增加到1998年的73.7万门是Etisalat网络增长与发展的重要指标之一。在当今，它位于金融時報世界市值五百强公司的第140位，并被“中东”（The Middle East）杂志评委中东第六大公司（资本化和營業額方面）。该公司是阿联酋联邦政府发展计划中石油部门以外的最大贡献者。Etisalat也赢得了该地区的国有化方案的赞许。2013年11月，Etisalat还宣布将是塞浦路斯甲組足球聯賽中安羅科薩斯法馬古斯塔足球會的官方赞助商。

## 业务

### 阿联酋

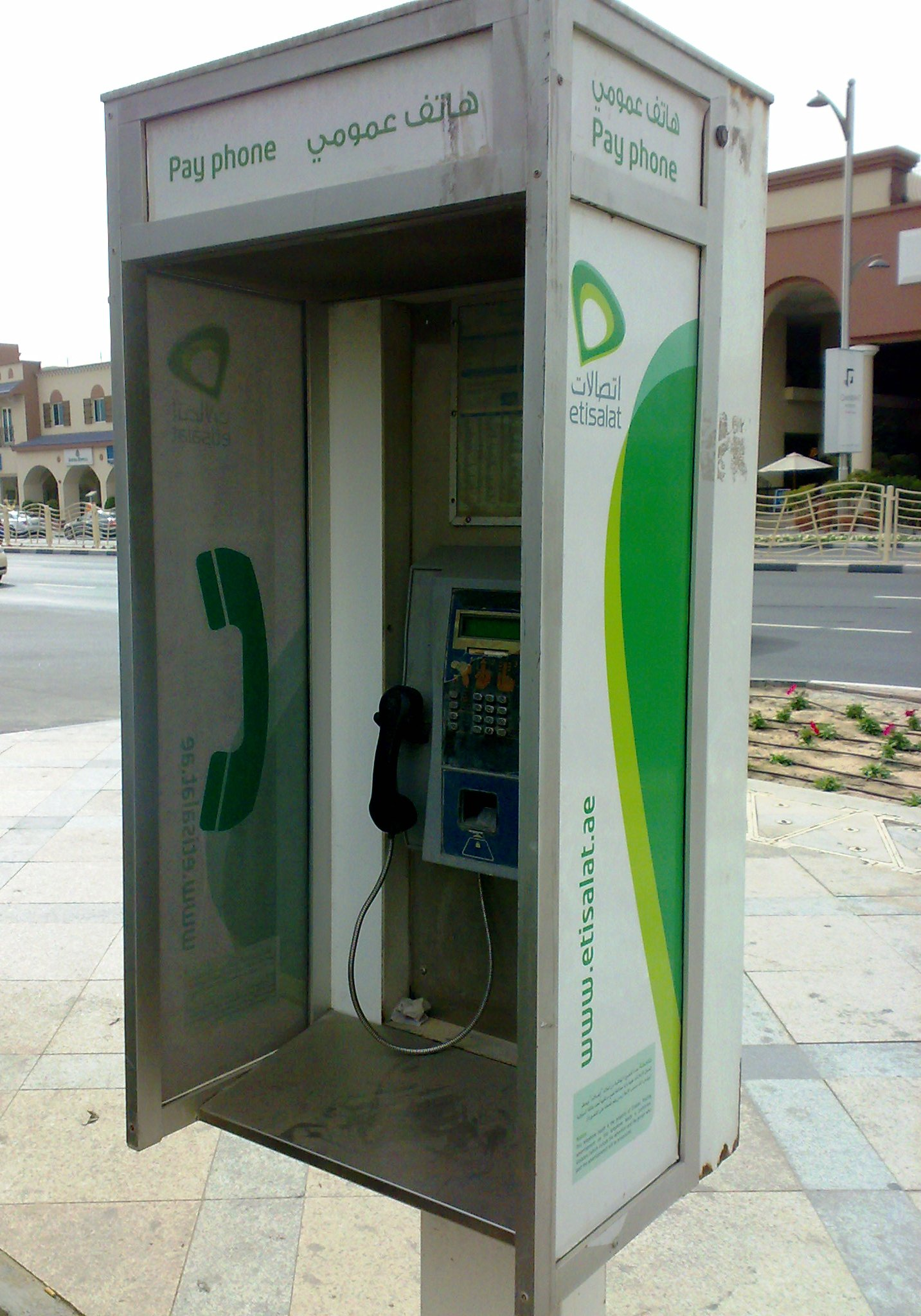
一个Etisalat投币式公用电话在杜拜。

Etisalat的阿联酋总部设在阿布扎比，并包括三个区域办事处——阿布扎比、杜拜和北阿联酋。北阿联酋区域中心位于沙迦并涵盖了在阿治曼、烏姆蓋萬、富吉拉和拉斯海玛的阿联酋电信业务。
在阿联酋，Etisalat运营商的移动普及率是世界上最高的“200%”，Etisalat因其努力在阿联酋推出其光纤到户（FTTH）网络而闻名。截至2009年底，Etisalat已经为阿布扎比85%的家庭完成了FTTH部署，将阿联酋的首都定位为世界上第一个被光纤覆盖的国家。
Etisalat为家庭用户提供的一些互联网服务包括：
- 3G移动互联网接入
- 4G移动互联网接入[7]
- 宽带上网服务（Al Shamil[14]和eLife[15]）
- 预付费和后付费拨号上网

Etisalat也运营iZone，这是一项在商场、餐馆和水煙咖啡馆等中心区域提供Wi-Fi热点的服务。iZone可以通过购买预付费卡或使用现有账户使用。拨号和ISDN互联网接入服务按小时计费，而家庭和住宅电缆及DSL连接是有固定速率的月付费服务。面向商业用户的其他互联网链路在超过分配的带宽配额时具有流量利用率计划（套餐）和相对较高的速率。这导致了对Etisalat的负面声誉，是一个主要的批评来源。
除了它的电信服务提供商和运营部门，在Etisalat服务控股有限责任公司的保护下，Etisalat还增加了一些额外的非电信业务部门。这些单位支持公司的运营，甚至为其他在阿拉伯联合酋长国的运营商和组织提供服务，即：培训和咨询服务（Etisalat学院)、SIM/智能卡制造和支付解决方案（Ebtikar）、数据交换所服务（EDCH、对等/语音和数据交换（Emirates Internet Exchange – EMIX）、呼叫中心（The Contact Centre、有线电视（eVision）、设施管理（EFM）以及海底电缆敷设服务（eMarine）。
Etisalat是Thuraya（卫星移动通信系统提供商）的一个主要投资者（34.5%）。2006年，Etisalat开始了一项重大的重组计划，使其许多在电信集团下集中和直接管理和开展业务的非核心业务部门合并；核心服务被整合和精简，反映了公司从技术驱动的电信公司转变为以客户为中心的服务提供商。作为计划的一部分，Etisalat发起了一个品牌重新宣传活动，于2006年5月发布了一个新的企业徽标和标识。重组最终成立了Etisalat Services Holding LLC，截至2008年，该公司监督Etisalat的非电信业务部门运营，并取得了巨大的成功。2016年3月27日，Saleh Al Abdooli已被任命为集团首席执行官，将其职责扩展到国际业务。
2013年6月1日，Etisalat宣布覆盖阿拉伯联合酋长国的本地和国家HD语音。当周晚些时候，Etisalat在阿联酋推出首个云服务，该国的公司、个人、公共和政府部门获得了更好的商业IT解决方案。

### 其他国家
Etisalat国际投资（Etisalat International Investments）成为Etisalat的业务部门，它负责在阿拉伯联合酋长国以外的电信运营，并管理公司在阿富汗、埃及、尼日尔、奈及利亞、沙特阿拉伯、斯里蘭卡及巴基斯坦的电信运营商股份。国际投资部及其管理团队改组为Etisalat集团，Ahmad Abdulkarim Julfar于2011年被任命为集团首席执行官，2016年由Saleh Al Abdooli接替。截至2016年10月，Etisalat在阿拉伯联合酋长国外的16个国家开展业务。

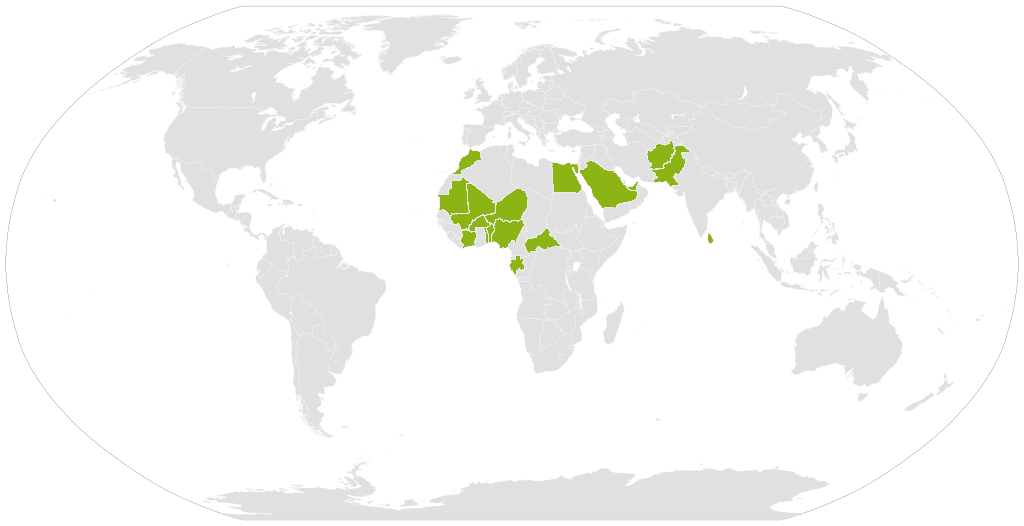
Etisalat的業務遍及的國家

| 国家         | 运营商               | 网站                |
| ------------ | -------------------- | ------------------- |
| 沙烏地阿拉伯 | Mobily               | www.mobily.com.sa   |
| 斯里蘭卡     | Etisalat Sri Lanka   | www.etisalat.lk     |
| 摩洛哥       | Maroc Telecom        | www.iam.ma          |
| 巴基斯坦     | ptcl                 | www.ptcl.com.pk     |
| 埃及         | Etisalat Egypt       | www.etisalat.eg     |
| 阿富汗       | Etisalat Afghanistan | www.etisalat.af     |
| 奈及利亞     | Etisalat Nigeria     | www.etisalat.com.ng |
| 毛里塔尼亚   | Mauritel             | www.mauritel.mr     |
|              | Sotelma              | www.malitel.ml      |
|              | Moov                 | www.moov.com        |
| 中非         | Moov                 | www.moov-rca.com    |
| 加彭         | Moov                 | www.moov.ga         |
| 多哥         | Moov                 | www.moov.tg         |
|              | Moov                 | www.moov.bj         |
| 尼日尔       | Moov                 | www.moov.ne         |
| 布吉納法索   | ONATEL               | www.onatel.bf       |

## 争议

### 互联网审查
Etisalat运营一套阻止Web资源访问的互联网内容过滤系统，屏蔽据称具有争议性或冒犯性（色情内容，某些政治和宗教网站，匿名和网络代理）或有害（纯数字IP地址，已知的钓鱼式攻击或恶意网站，殭屍網絡指令服务器）的网络资源。内容过滤的使用由阿拉伯联合酋长国的电信管理局（TRA）强制实施。
据称Etisalat通过限制對等網路、游戏和其他类型的网络流量以减少其过度的国际链路的负载，而这违反了网络中立性原则。这种干扰的影响在周末或网络高负载期间最为显着。全国性内容过滤的整体效率尚不清楚，因为许多精通技术的用户已经发现了绕过内容过滤器的工具和方法，诸如使用Tor。
Etisalat所限制的内容类型包括：
- 色情、裸露和露骨内容。
- 某些媒体共享网站。
- 反伊斯兰网站。
- 批评阿拉伯联合酋长国的网站（诸如UAEprison和Arab Times（英语：Arab Times (US)））
- 匿名代理网站（诸如vtunnel、[30]pzeg[31]等）
- 同性恋权利网站（诸如Gaydar、Mogenic（英语：Mogenic）等）
- 纯数字IP地址链接（例如http://10.11.1.1/）
- IP语音服务提供商网站（诸如Vonage）

### BlackBerry争议
2009年7月，Etisalat在其运营的国家电信网络推送一项更新到黑莓手機设备，称之为性能改善。但是，该更新之后被发现包含美国软件开发公司SS8开发的窃听软件，该公司专门从事电子监控。据报道，该软件使该公司能够监控和转发BlackBerry设备上的通信到他们的服务器。黑莓的开发者Research in Motion确认该补丁是一种间谍软件，并于7月20日发布了移除补丁。
2009年12月27日，Etisalat和du被阿联酋电信监管机构授权开始过滤BlackBerry用户的网络访问并阻止非法内容。由于担心黑莓非语音服务的安全性及为黑莓非语音服务提供法定拦截，2010年8月1日，阿联酋电信管理局指示Etisalat，所有黑莓电子邮件、互联网和消息功能必须被暂停至2010年10月1日。但是，黑莓的开发者与黑莓公司与阿联酋电信管理局达成协议，宣布黑莓服务暂停已经取消。

### Etisalat伊朗
2009年1月，Etisalat与Tamin Telecom（伊朗社会保障组织（SSO）的子公司）的财团赢得了在伊朗运行第三家移动服务运营商的投标。许可包括独家提供两年3G服务，但在2009年9月，该许可证被撤销并被给予其当地合作伙伴Tamin Telecom。
Etisalat计划在五年内投资超过50亿美元（183.9亿AED），但在许可被暂停后，在伊朗启动的所有计划已被搁置。

### Etisalat印度
2009年，Etisalat宣布其印度部门，以前的Swan Telecom（天鹅电信；总部设在孟买，Dynamix Balwas Realty和Reliance Communications所有）更名为Etisalat DB Telecom India Pvt. Ltd该业务部门已被15家telecom circle（安得拉邦、德里、古吉拉特邦、哈里亚纳邦、卡纳塔克邦、喀拉拉邦、马哈拉施特拉邦、孟买、旁遮普邦、拉贾斯坦邦、泰米尔纳德邦（包括钦奈）、北方邦（东）、北方邦（西）、中央邦和比哈尔）授予统一服务接入许可。
2010年4月，Etisalat在钦奈[IND 922]、德里和國家首都轄區[IND 913]、马哈拉施特拉和果阿[IND 919]、孟买[IND 916]及古吉拉特[IND 914]开始信号测试。2010年5月，Etisalat谈判收购信实通信的25%股份，但交易最终没有确定。
2010年，在390亿美元2G频谱骗局之后，该公司在印度的子公司Etisalat DB由于印度内政部提出的反对意见而停止购买一家位于钦奈的公司的股份。因为印度内政部基于安全考虑提出反对意见，Etisalat DB不被允许回购位于钦奈的Genex Exim Ventures持有的5.27%的股权。印度内政部指出需要解决四项问题后才能允许该公司进入Etisalat DB。这家公司据称以极低的价格取得了稀少的2G频谱。
它提出Etisalat在巴基斯坦的存在及与巴基斯坦情报机构巴基斯坦三軍情報局（ISI）存在联系。Etisalat拥有巴基斯坦电信26%的股份，并在阿富汗拥有300万用户。印度内政部还对Etisalat在阿联酋推出的黑莓服务中使用的电信监控软件表示担忧，并建议该公司不应在印度被允许提供Blackberry服务。
2012年2月22日，Etisalat宣布，它将在印度最高法院取消其许可证后停止在印度的业务。它向其用户发出通知，给予他们30天时间更换运营商。2012年9月5日，Etisalat宣布它不会在2012年11月的2G频谱拍卖中竞标频谱。在公布的声明中，该公司说：“Etisalat集团决定不参加拍卖，因为它不愿意在取消其自有许可后重新参与。继电信部门（DoT）——印度通信和信息技术部出版关于计划拍卖1800MHz和800MHz频段内频谱的信息备忘录，阿联酋电信公司（Etisalat）希望确认，它已决定不参与拍卖。”